# Leucochloron
Genre
Leucochloron est un genre de plantes à fleurs de la famille des Fabaceae.

## Liste d'espèces
Selon NCBI (8 août 2018), The Plant List (8 août 2018) et Tropicos (8 août 2018) :
- Leucochloron bolivianum C.E. Hughes & Atahuachi
- Leucochloron foederale (Barneby & J.W. Grimes) Barneby & J.W. Grimes
- Leucochloron incuriale (Vell.) Barneby & J.W. Grimes
- Leucochloron limae Barneby & J.W. Grimes
- Leucochloron minarum (Glaz. ex Harms) Barneby & J.W. Grimes